# Filip 1. af Parma
Filip 1., hertug af Parma (spansk: Felipe de Borbón y Farnesio; italiensk: Filippo di Borbone) (20. marts 1720 – 18. juli 1765) var en spansk infant, der var hertug af det italienske hertugdømme Parma og Piacenza fra 1748 til 1765.
Filip 1. var den anden hertug af Parma fra Huset Bourbon. Han og hans gemalinde Louise Élisabeth af Frankrig grundlagde fyrstehuset Bourbon-Parma, en sidegren af den spanske linje af fyrstehuset Bourbon. 

## Biografi

### Tidlige liv
Filip blev født som Felipe de Borbón y Farnesio den 15. marts 1720 på Real Alcázar de Madrid i Madrid i Spanien. Han var det tredje barn og den anden søn af kong Filip 5. af Spanien i hans andet ægteskab med Elisabeth Farnese.
Gennem sin far var han sønnesøn af kronprins Ludvig af Frankrig (1661–1711) (Den Store Dauphin), og oldesøn af Ludvig 14. af Frankrig, Maria Theresia af Spanien (1638–1683), Ferdinand Maria, kurfurste af Bayern og kurfyrste Filip Vilhelm af Pfalz. Desuden var han tipoldesøn af Ludvig 13. af Frankrig, Anna af Spanien (1601–1666), Filip 4. af Spanien, kurfyrste Maximilian 1. af Bayern, Viktor Amadeus 1. af Savoyen og Georg 2. af Hessen-Darmstadt.
Filip voksede op i Madrid. I modsætning til sin mor Elisabeth, der besad et stort politisk talent og deltog med sin mand i regeringsarbejdet, udviste Filip som barn større talent for kunst end politik og interesserede sig for musik, litteratur, poesi og sprog.

### Ægteskab
Filip blev gift den 25. oktober 1739 i Alcalá de Henares nær Madrid med prinsesse Louise Élisabeth af Frankrig. Hun var den ældste datter af Ludvig 15. af Frankrig, og hun var datterdatter af den polske konge Stanislaw Leszczynski. Formålet med ægteskabet mellem den 12-årige prinsesse og hendes 18-årige fætter var at befæste relationerne mellem de franske og spanske bourboner. Filip og Louise Élisabeth fik tre børn men havde et ulykkeligt ægteskab. Louise Élisabeth døde i 1759 som 32-årig af kopper.

### Hertug af Parma og Piacenza
Gennem sin mor nedstammede han fra slægten Farnese, der fra 1545 til 1731 havde hersket over det lille hertugdømme Parma og Piacenza i Norditalien. Da den sidste hertug Antonio Farnese (1679–1731) døde uden mandlige arvinger i 1731, overgik kravet på hertugtitlen til hans eneste niece, Filips mor Elisabeth Farnese. Hendes ældste søn, Filips storebror Karl, havde herefter regeret hertugdømmet fra 1731. I 1736 fik Karl som følge af Den Polske Arvefølgekrig imidlertid overdraget regentskabet i kongerigerne Napoli og Sicilien, mens Hertugdømmet Parma kom i Huset Habsburgs besiddelse. Tolv år senere mistede habsburgerne imidlertid hertugdømmet igen som konsekvens af Den Østrigske Arvefølgekrig. Ved Freden i Aachen i 1748 fik Filip og Louise Élisabeth tilkendt hertugdømmet Parma, hvor de grundlagde Huset Bourbon-Parma, der med afbrydelser regerede i hertugdømmet frem til 1860.
Den 9. marts 1749 ankom Filip til Parma, og den 1. juli 1749 overtog han officielt regeringen. Filip var en oplyst hersker, og i hans regeringstid oplevede Hertugdømmet Parma et økonomisk og kulturelt opsving. Hertugdømmet var ruineret af mange års krigsførelse, og i 1759 udnævnte Filip den franske politiker Guillaume du Tillot som sin minister for at få genoprettet økonomien. I sin embedsperiode fremmede du Tillot landbrug, industri og handel og reformerede forvaltningen og finanspolitikken. Han fremmede også uddannelse og kultur, grundlagde et kunstakademi og et museum, Museo d'Antichità, et bibliotek og et trykkeri, og tiltrak både lokale og udenlandske kunstnere og videnskabsfolk som den franske filosof og epistemolog Étienne Bonnot de Condillac til hoffet i Parma. 
Filip døde uventet 45 år gammel den 18. juli 1765 i Alessandria i Italien efter at have ledsaget sin datter Maria Luisa til Genova, hvorfra hun var sejlet til Spanien for at gifte sig med sin fætter Karl. Filip blev efterfulgt som hertug af sin eneste søn, Ferdinand.

## Fyrstehuset Bourbon-Parma
Fyrstehuset Bourbon-Parma kom kun til at regere i det omstridte hertugdømme Parma og Piacenza i to forholdsvis korte perioder (i 1748–1802 og igen i 1847–1859).
Selv om slægten kun regerede i korte perioder, har den fået grene i flere europæiske lande. 
Den luxembourgske gren er grundlagt af Felix af Bourbon-Parma (1893–1970) og regerende storhertuginde Charlotte af Luxembourg (1896–1985).
Den danske gren er grundlagt af René af Bourbon-Parma (1894–1962) og prinsesse Margrethe af Danmark (1895–1992).
Den hollandske gren er grundlagt af Carlos Hugo af Bourbon-Parma (1930-2010) og prinsesse Irene af Nederlandene (født 1939).

## Børn
| Navn                             | Født                             | Død                              | Bemærkninger                                                             |
| Med Louise Élisabeth af Frankrig | Med Louise Élisabeth af Frankrig | Med Louise Élisabeth af Frankrig | Med Louise Élisabeth af Frankrig                                         |
| -------------------------------- | -------------------------------- | -------------------------------- | ------------------------------------------------------------------------ |
| Isabella af Parma                | 31. december 1741                | 27. november 1763                | Gift 1760 med den senere tysk-romerske kejser Joseph 2. 2 børn.          |
| Ferdinand 1. af Parma            | 20. januar 1751                  | 9. oktober 1802                  | Hertug af Parma 1765–1801. Gift 1769 med Maria Amalia af Østrig. 7 børn. |
| Maria Luisa af Parma             | 9. december 1751                 | 2. januar 1819                   | Gift 1765 med sin fætter Karl 4. af Spanien. 14 børn                     |